# Ahrburg

Die Ahrburg auf einer Karte des 19. Jahrhunderts

Die Ahrburg ist eine ehemalige Wasserburg am östlichen Ortsrand von Golzheim, Gemeinde Merzenich im Kreis Düren, Nordrhein-Westfalen.
Die ersten bekannten Besitzer sind die Mitglieder der Familie Luschane. Ein Arnold Luschane von Golzheim urkundete 1413. Damals hieß die Ahrburg nach dem Besitzer Luschenicher Hof. 1571 fiel das Anwesen an die Brüder Alexander, Bertram und Otto von Ahr. Die Familie stammt aus Antweiler (Mechernich). Seit 1581 wird der Luschenicher Hof jetzt Ahrburg genannt.
In der Mitte des 18. Jahrhunderts war der Golzheimer Bürgermeister von Herweg Besitzer des Anwesens. Er ließ 1748 das heute noch erhaltene Herrenhaus, einen zweigeschossigen querrechteckigen Bau mit Mansarddach, errichten. Danach wurde die Familie von Kempis Eigentümer.
Heute wird die Ahrburg von der Familie Stollenwerk bewirtschaftet (J. & W. Stollenwerk).

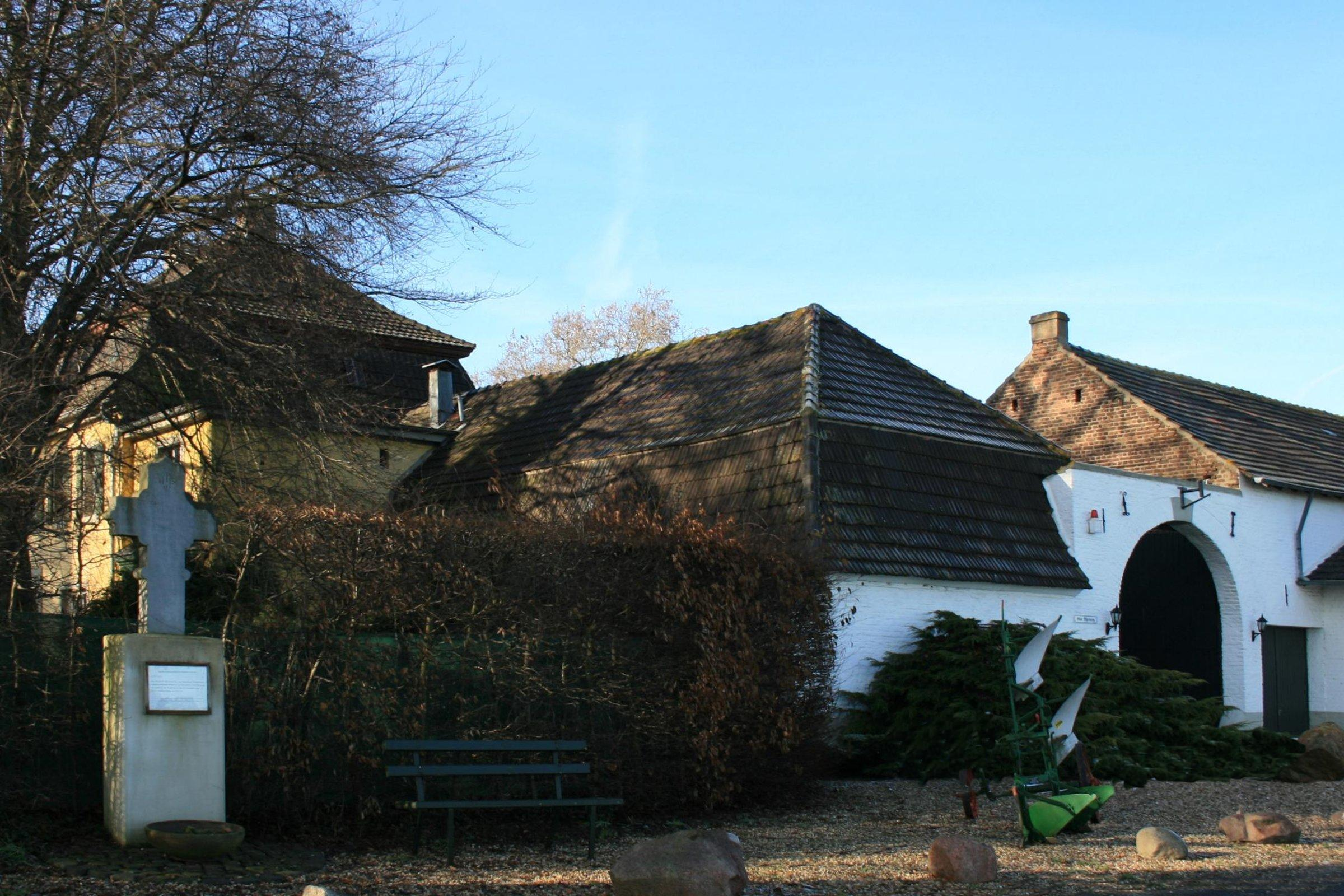
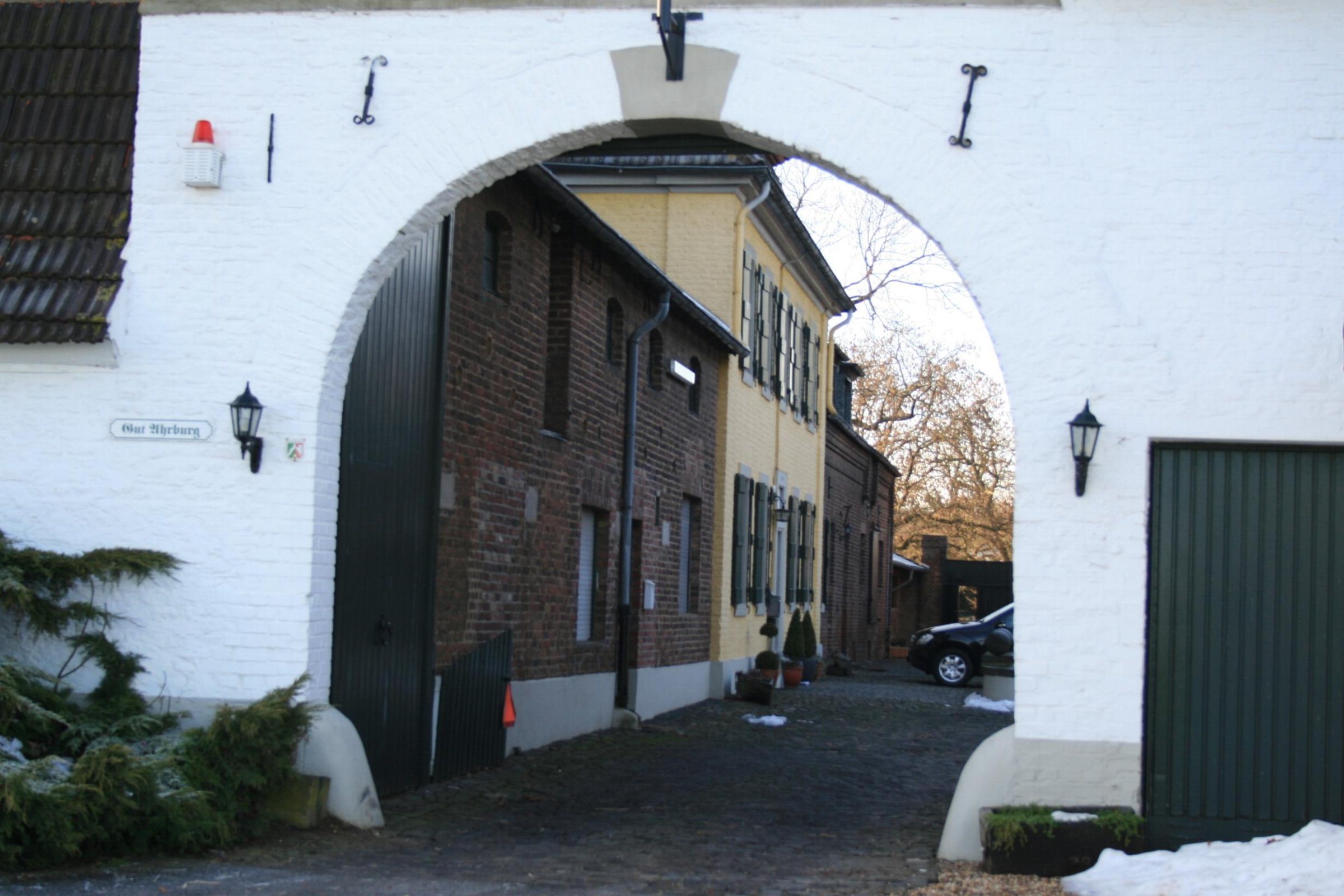
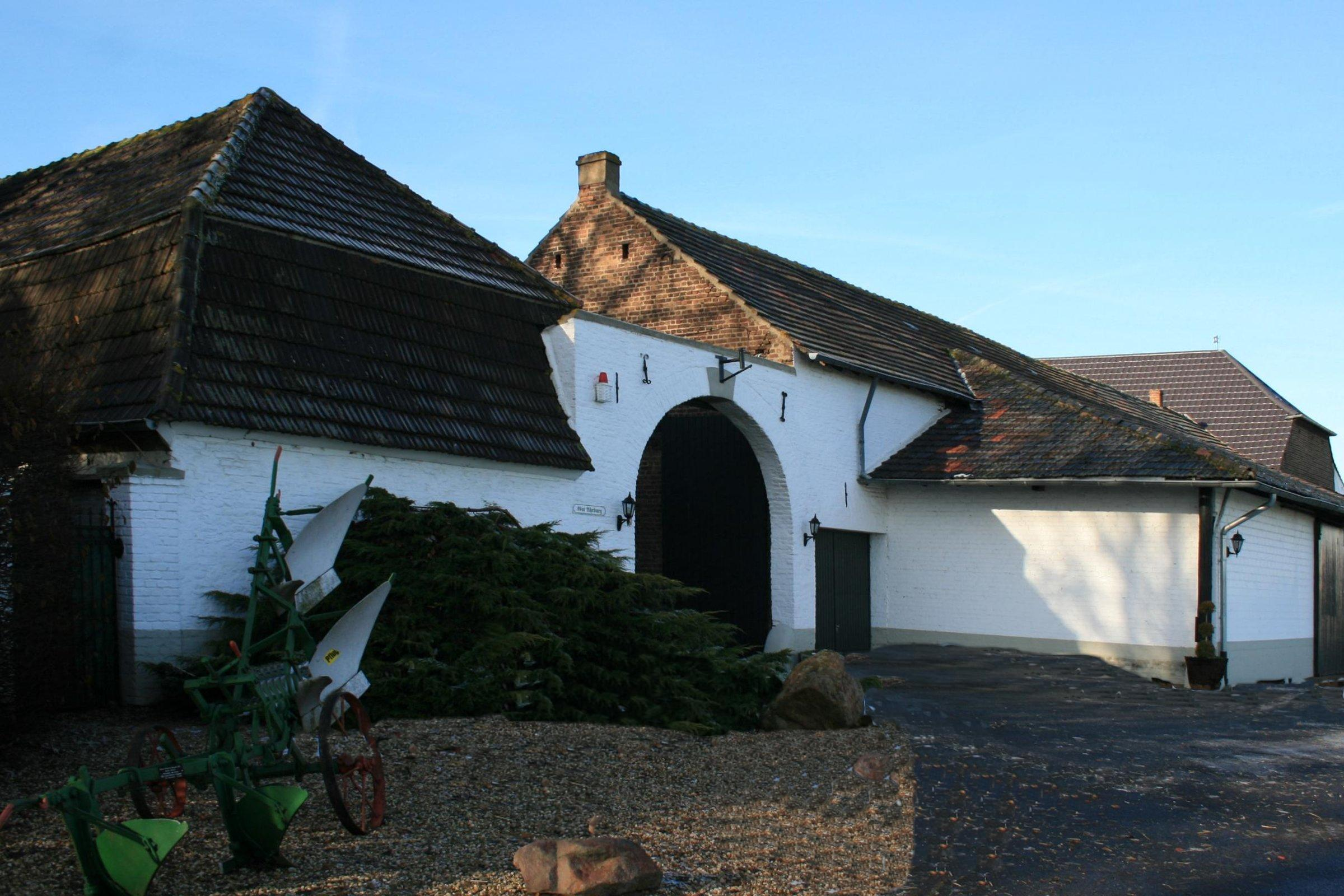